# Arvana
Arvana è un comune dell'Azerbaigian situato nel distretto di Yardımlı. Conta una popolazione di 520 abitanti.